# David Jirka
David Jirka, né le 4 janvier 1982 à Jindřichův Hradec, est un rameur tchèque. 
Il participe aux Jeux olympiques de 2004 (où il remporte une médaille d'argent) et à ceux de 2008.